# Юр-над-Гроном
Юр-над-Гроном (словац. Jur nad Hronom) — село, громада округу Левіце, Нітранський край. Кадастрова площа громади — 15.19 км².
Населення 961 особа (станом на 31 грудня 2018 року).

## Історія
Юр-над-Гроном згадується 1276 року.

## Населення
| Рік:            | 1994. | 2004.   | 2014.   | 2024.   |
| --------------- | ----- | ------- | ------- | ------- |
| Кількість осіб: | 939   | 944     | 954     | 984     |
| Різниця:        |       | +0,53 % | +1,05 % | +3,14 % |

| Рік:            | 2023. | 2024.   |
| --------------- | ----- | ------- |
| Кількість осіб: | 985   | 984     |
| Різниця:        |       | -0,10 % |